# Christian Gottfried Wilhelm Lehmann
Christian Gottfried Wilhelm Lehmann (* 15. Juli 1765 in Halberstadt; † 2. Juni 1823 ebenda) war ein deutscher evangelischer Geistlicher und Schulrektor.

## Leben

### Familie
Christian Gottfried Wilhelm Lehmann war der Sohn von Johann Otto Heimbart Lehmann († 8. Mai 1805), Landrat und Erster Bürgermeister von Halberstadt und dessen Ehefrau Henriette (geb. Weber).
Er war verheiratet und hatte zwei Kinder.

### Werdegang
Christian Gottfried Wilhelm Lehmann besuchte das Domgymnasium (siehe Martineum) in Halberstadt und hatte Unterricht bei Christian Gottfried Struensee, Johann Karl Christoph Nachtigal und Gottlob Nathanael Fischer; zu seinen Mitschülern zählte unter anderem Johann Gebhard Maaß, der später Philosophie an der Universität Halle lehrte.
Er immatrikulierte sich 1784 zu einem Theologiestudium an der Universität Halle mit neun seiner Mitschüler aus Halberstadt, zu diesen zählte auch Johann Gebhard Maaß; während des Studiums hörte er auch Vorlesungen zu Anatomie des menschlichen Körpers.
Nach Beendigung des Studiums kehrte er nach Halberstadt zurück, wurde jedoch erst 1789 als Konrektor und zweiter Lehrer an der sechsklassigen Martinischule angestellt und lehrte überwiegend in den physikalischen und mathematischen Wissenschaften in den beiden oberen Klassen.
Nachdem Rektor Friedrich Alsleben als Prediger nach Weferlingen gegangen war, erhielt Christian Gottfried Wilhelm Lehmann 1806 das vakante Rektoren-Amt; kurz vorher hatte noch zum Dr. phil. promoviert.
Aus gesundheitlichen Gründen verzichtete er nach der Ernennung zum Rektor auf die mit seinem Amt verbundene Predigerstelle beim Heiligen-Geist-Hospital in Halberstadt und überließ dieses Amt seinem Stellvertreter.
Er war freundschaftlich mit dem Literaturhistoriker Friedrich Heinrich Wilhelm Körte (1776–1846) verbunden.
Kurz vor seinem Tod wurde die Schule in eine Höhere Bürgerschule umgewandelt.

### Schriftstellerisches Wirken
Christian Gottfried Wilhelm Lehmann veröffentlichte 1799 seine Schrift Abriß der Naturlehre des menschlichen Körpers für die Jugend in gelehrten und Bürgerschulen, die 1818, herausgegeben von Gottfried Wilhelm Becker, und 1819 in mehreren Auflagen erschien.

## Schriften (Auswahl)
- Abriß der Naturlehre des menschlichen Körpers für die Jugend in gelehrten und Bürgerschulen. Leipzig, 1799. (Digitalisat). Wien, 1819 (neue Auflage) (Digitalisat).